# 國家最高委員會 (荷蘭)
在荷蘭的政治運作中有五個單位稱為國家最高委員會（荷蘭語：Hoge Colleges van Staat），荷蘭憲法明定期為獨立運作的單位，分別是國會的兩個議院（國會一院、國會二院）、國務委員會、荷蘭審計院以及國家監察使。
審計院負責調查公共基金的收集以及支出，監察使負責政府運作的相關投訴，國家委員會負責給予內閣建議，並收集相關組織的報告以拋開政客間的成見，以求在政治與公共事務的辯論之公平性。

## 國會一院
荷兰国会一院（荷蘭語：Eerste Kamer der Staten-Generaal）或称荷兰国会参议院或上议院，建立于1815年，拿破仑战争结束后，荷比两国合并，1830年比利时独立。
荷兰国会一院现拥有75位议员，每四年由12个省的参议会直选出。与国会二院不同，他们每周仅开一天会议。议员往往是一些兼职政客，他们同时还兼有其他职务。议会一院有权决定同意或否决立法提案，但无权修改或发起立法议案。

## 國會二院
荷兰国会二院（荷蘭語：Tweede Kamer der Staten-Generaal）是荷兰国会的下议院。它拥有150个席位，议员由选举产生，国会二院位于海牙。

## 國家監察使
國家監察使（德語：Nationale Ombudsman）也是政府官員之一，國家監察使專門處理人民針對政府失當之舉的陳情，由內閣提名經由荷蘭國會二院覆議。
他國類似機構：
- 瑞典監察官[1]

## 國務委員會
國務委員會（荷蘭語：Raad van State）的組成辦法和職能由《荷蘭憲法》規定，當然委員包括國王、王后及王儲（成年後），其他委員還有在政治、商業、外交與軍事領域擁有豐富經驗者，由國王任命，任期終身。國務委員會以下分為兩個部門：諮詢部負責在內閣向國會提交法案或頒布行政法規之前，就法案內容提出意見，行政訴訟部則負責處理人民對行政機關提出的訴訟。
荷蘭國王雖然是名義上的國務委員會主席，但一般不會參與委員會的運作，因此會議通常會由副主席代為主持。根據荷蘭憲法，如王位出缺，攝政人選未經法律確定，國家元首職權將由國務委員會代行。

## 審計院
審計院（德語：Algemene Rekenkamer）是為一個獨立的機關，負責監督國家政府機關開支的效率性以及合法性，審計院成員由荷蘭內閣任命，並經過荷蘭國會二院同意，而審計院是國家最高委員會之一。
在其他國家的類似機關有：
- 苏格兰審計院
- 加拿大加拿大審計長
- 法國審計法院
- 美国問責辦公室
- 英国審計辦公室
- 其他多數國家會設置主計審計長一職。